# Macleania mollis
Macleania mollis är en ljungväxtart som beskrevs av A. C. Smith. Macleania mollis ingår i släktet Macleania och familjen ljungväxter. Inga underarter finns listade i Catalogue of Life.